# Höchstein
Der Höchstein ist ein 2543 m ü. A. hoher Berg in den Schladminger Tauern, einer Untergruppe der Niederen Tauern in der Steiermark. Wegen der bevorzugten Aussichtsmöglichkeiten von seinem Gipfel und der vergleichsweise leichten Ersteigbarkeit wird er häufig besucht. Auf den Höchstein führen mehrere markierte Routen, die alle als unschwierig gelten, aber dennoch Trittsicherheit erfordern:
- Von der Hans-Wödl-Hütte in 4 Stunden.
- Von der Krummholzhütte (1840 m) am Hauser Kaibling in 4 Stunden.
- Als Abstecher vom Planai-Höhenweg (Nr. 779), welcher von der Schladminger Hütte (1828 m) auf der Planai zur Preintalerhütte führt: 1 Stunde Mehraufwand, insgesamt dann 8 Stunden von Hütte zu Hütte.[2]

## Bilder

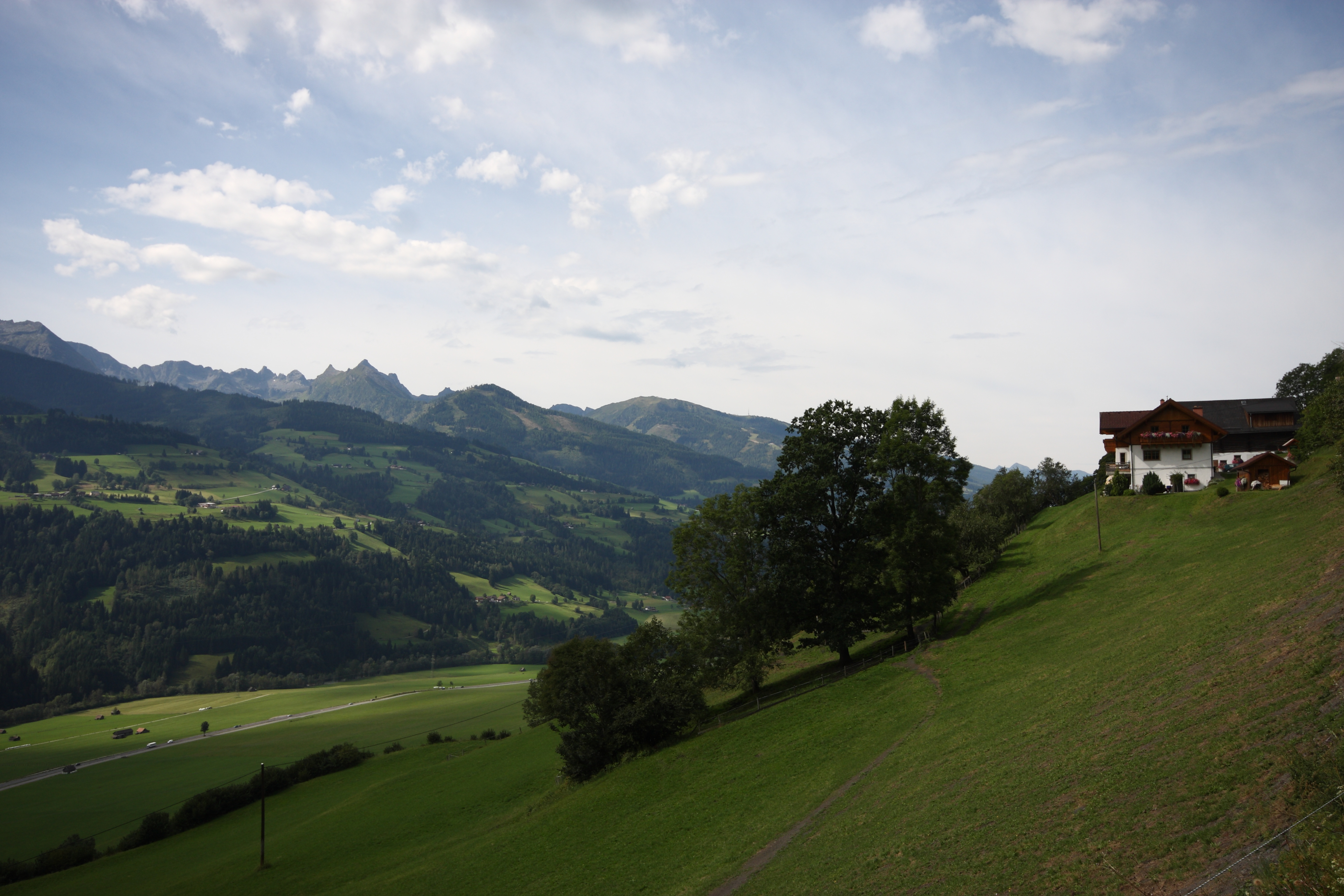
Hauser Kaibling und die Höchstein-Spitzen (vom Kunagrünberg)
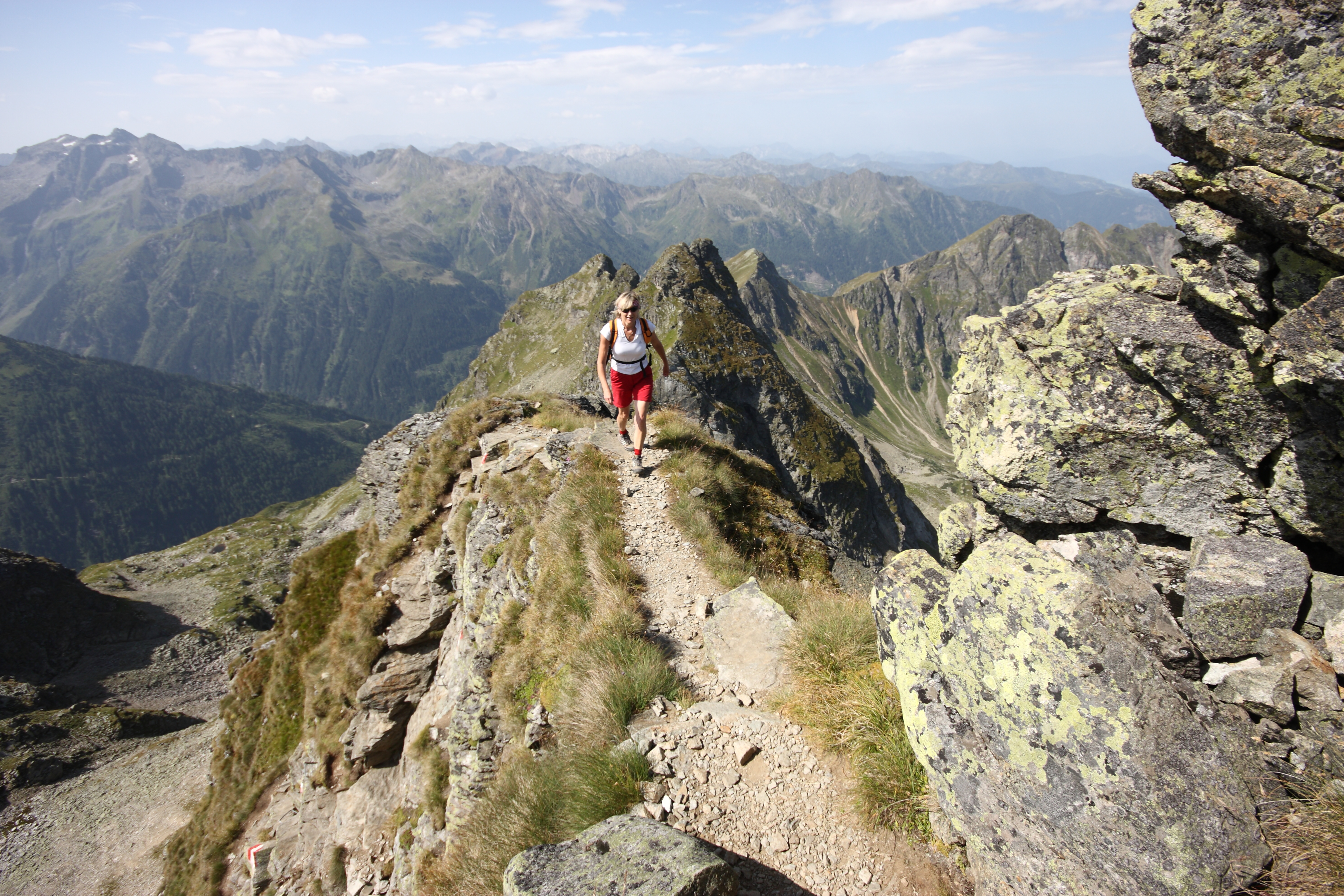
Gipfelgrat, Blickrichtung Westsüdwest
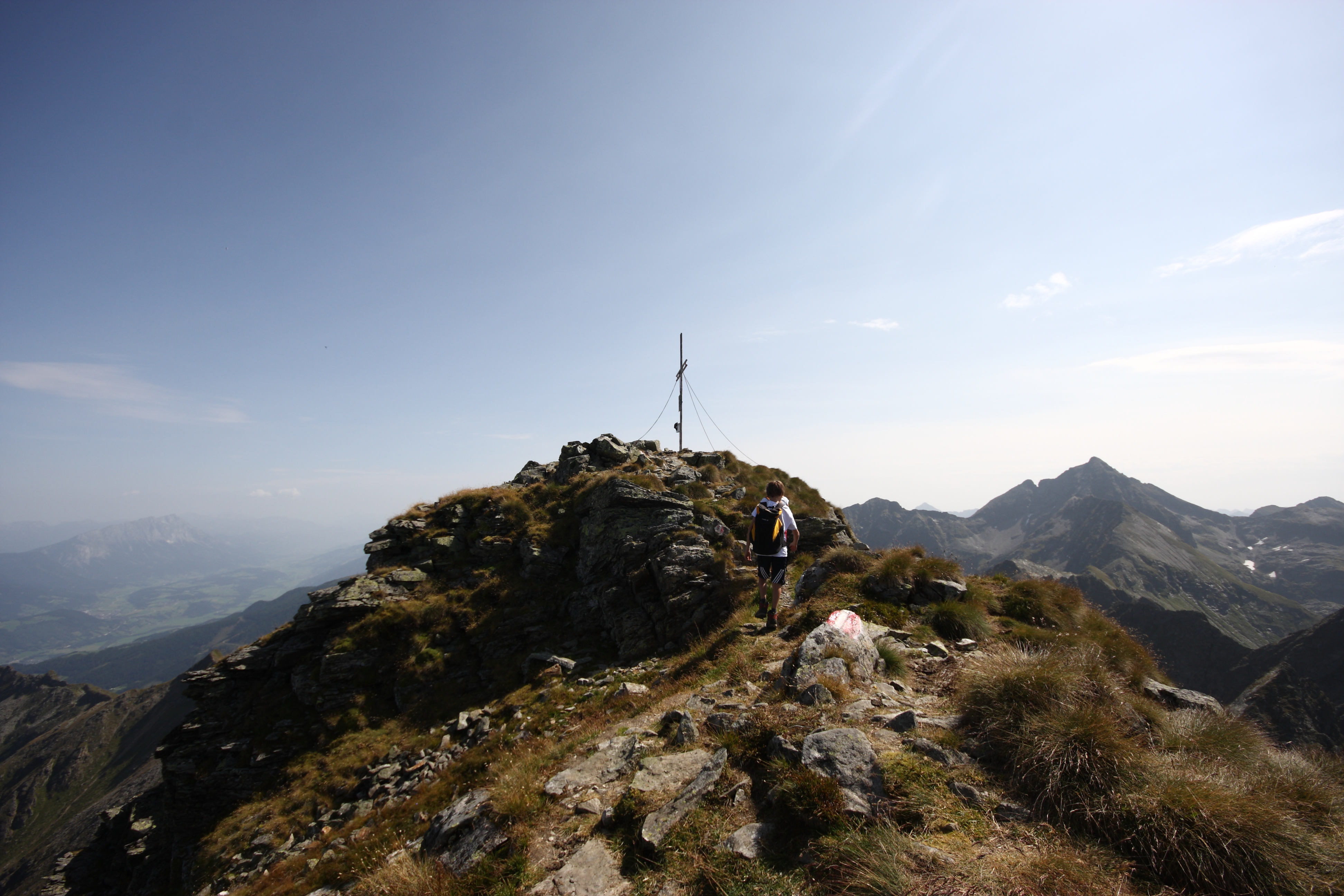
Blick zu Grimming (links) und Hochwildstelle
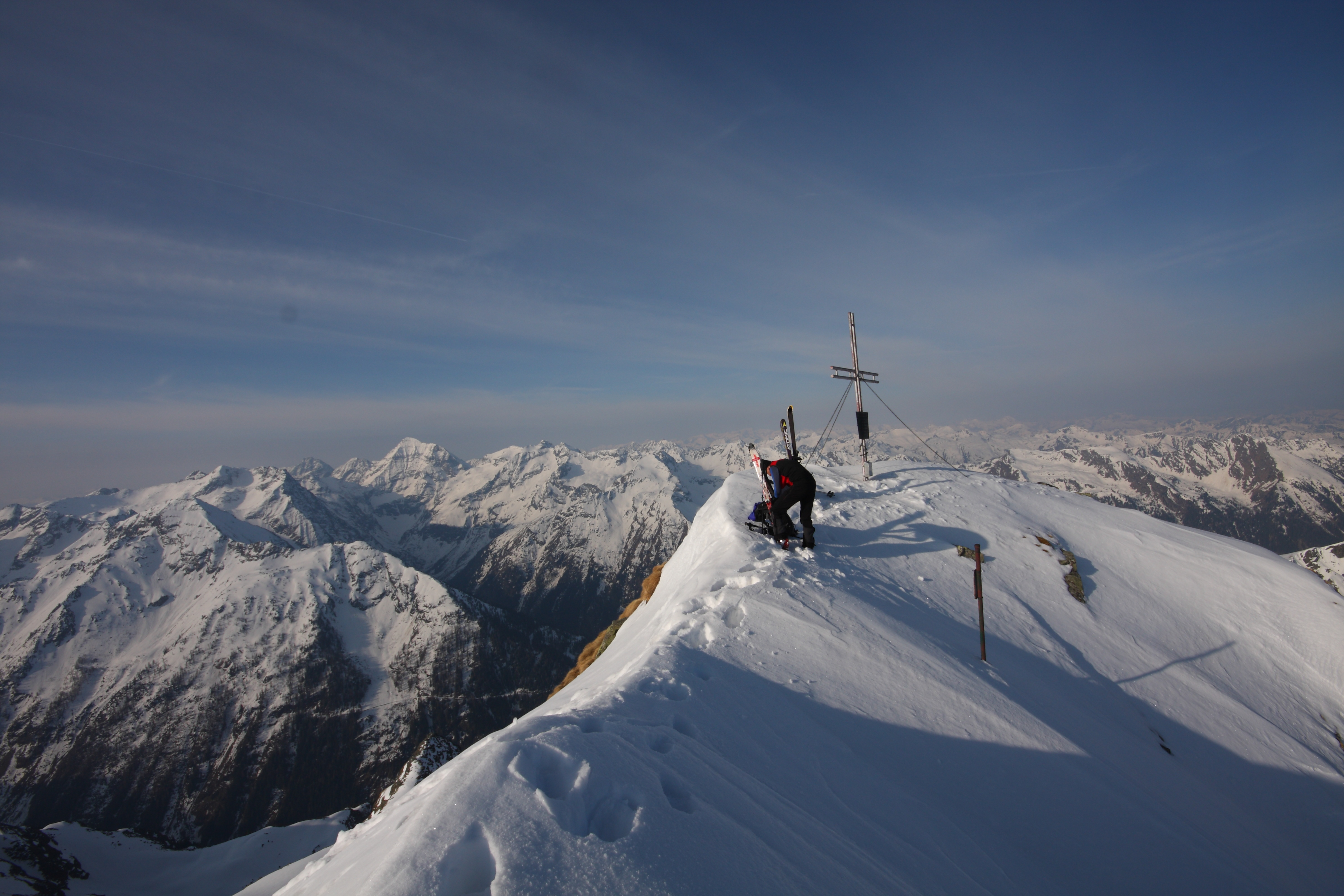
Blick vom Gipfel zum Hochgolling (Mitte links)